# Jacob van Hulsdonck
Jacob van Hulsdonck est un peintre flamand, né en 1582 à Anvers et mort dans la même ville en 1647.

## Biographie
Né à Anvers, contemporain de Rubens, Jacob van Hulsdonck rejoint à Middlebourg Ambrosius Bosschaert, émigré pour des motifs religieux. Il s'y forme à la peinture de nature morte.
De retour à Anvers, il entre dans la guilde des peintres en 1608 et de 1613 à 1623, il anima un atelier florissant, produisant des natures mortes de fleurs et de fruits. Il eut une brillante carrière jusqu'à sa mort.
Sa façon de composer a été reprise par les peintres flamands émigrés en Allemagne, comme Jean Soreau. Il influença aussi Frans Snyders.

## L'œuvre

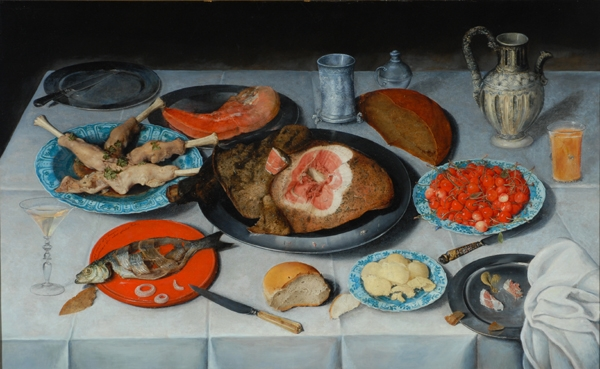
Petit-Déjeuner, 1614
Bowes Museum, Barnard Castle

Il réalisa également des natures mortes de repas. Dans Nature morte au déjeuner gras, la table vue de haut est recouverte de plats (fromage et poisson, agneau et jambon, citrons et raisins), argenterie, porcelaines et verres, dont l'un est renversé et brisé. Au premier plan le peintre a représenté une Grande tortue, autre symbole de la fragilité de l'existence humaine.
Ses œuvres significatives se trouvent dans les galeries de Enschede, Berlin, Brunswick, La Haye et Orléans. D'autres sont conservées dans les musées de Bonn, Florence, Los Angeles, New York, Avignon (Musée Calvet) et Melun (Musée municipal).
- Petit-déjeuner avec poisson, jambon et cerises, 1614, huile sur bois, 65 × 107 cm, Bowes Museum, Barnard Castle, comté de Durham, Royaume-Uni
- Fraises sauvages et un œillet dans un bol Wan-Li, vers 1620, huile sur cuivre, 28 × 36 cm, National Gallery of Art, Washington[2]
- Nature morte avec des citrons, des oranges et une grenade, 1620 - 1640, huile sur bois, 42 × 49 cm, J. Paul Getty Museum, Los Angeles
- Corbeille de prunes et de cerises, huile sur bois, 41 × 62 cm, Musée des Beaux-Arts d'Orléans[3]
- Nature morte aux fruits, huile sur bois, 61 × 93 cm, Collection privée, Vente Christie's 2007[4], anciennement à la galerie Palatine, Palais Pitti, Florence[1]

"
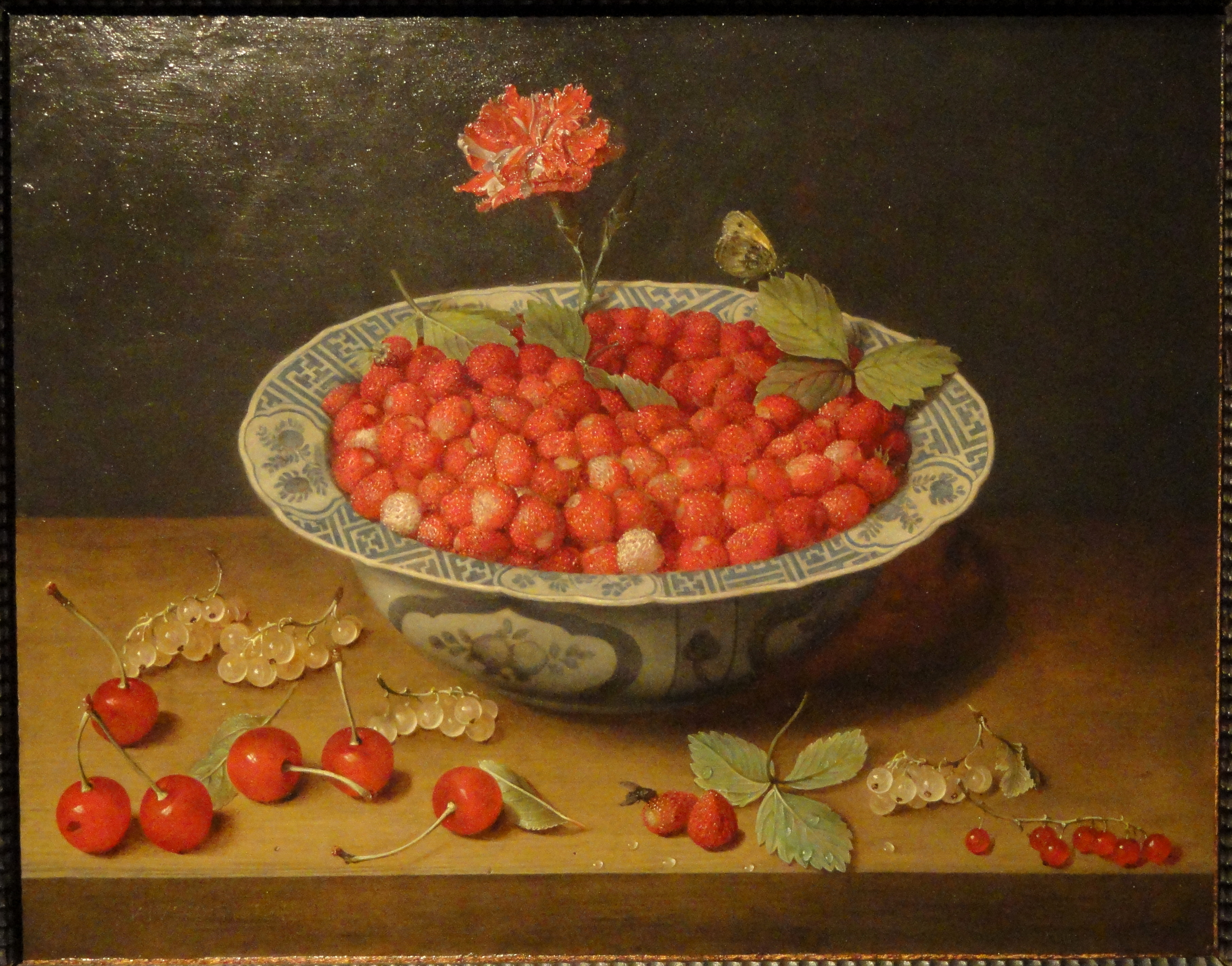
Fraises sauvages Washington
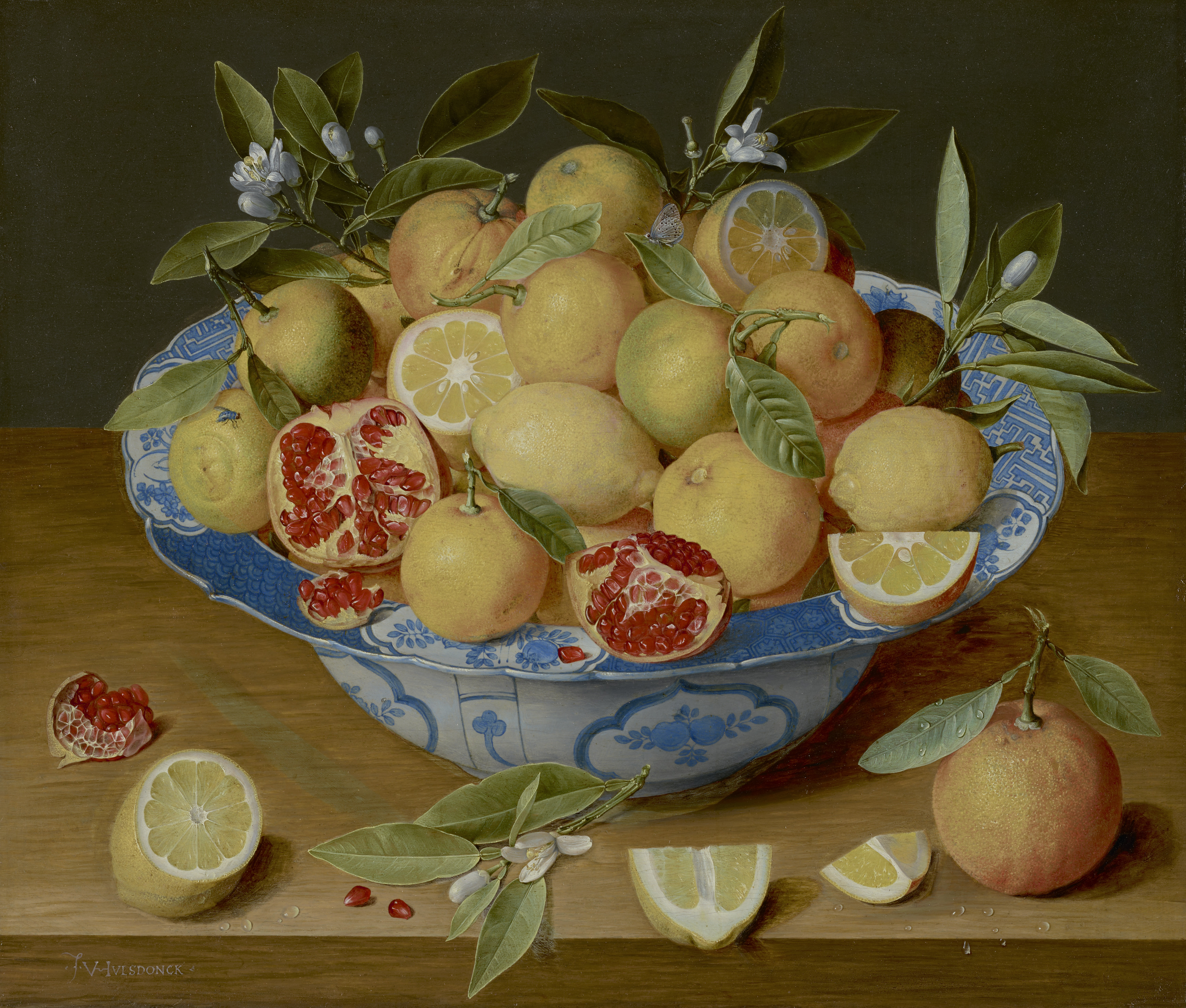
Citrons, grenades et oranges J. Paul Getty Museum
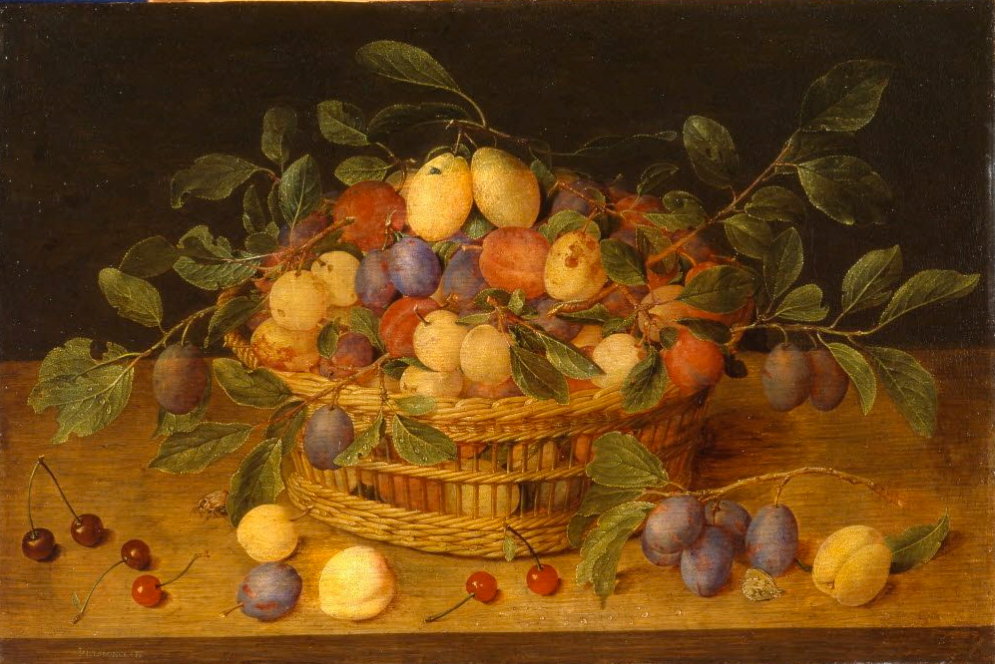
Panier de prunes Musée d'Orléans